# مدينة الغجر (فلم)
مدينة الغجر فيلم مصري من إنتاج عام 1945، بطولة أنور وجدي وفاطمة رشدي، إخراج محمد عبد الجواد.
هذا الفيلم هو أول فيلم يخرجه محمد عبد الجواد

## فريق العمل
- أنور وجدي
- فاطمة رشدي
- زينب صدقي
- زوزو ماضي
- محمود المليجي
- فاخر فاخر

## روابط خارجية
- مقالات تستعمل روابط فنية بلا صلة مع ويكي بيانات